# Funstasjön
Funstasjön är en sjö i Hudiksvalls kommun i Hälsingland och ingår i Delångersåns huvudavrinningsområde. Sjön har en area på 0,469 kvadratkilometer och ligger 33 meter över havet. Sjön avvattnas av vattendraget Trogstaån.

## Delavrinningsområde
Funstasjön ingår i det delavrinningsområde (684753-155761) som SMHI kallar för Utloppet av Funstasjön. Medelhöjden är 51 meter över havet och ytan är 3,39 kvadratkilometer. Räknas de 11 avrinningsområdena uppströms in blir den ackumulerade arean 46,09 kvadratkilometer. Trogstaån som avvattnar avrinningsområdet har biflödesordning 2, vilket innebär att vattnet flödar genom totalt 2 vattendrag innan det når havet efter 27 kilometer. Avrinningsområdet består mestadels av skog (35 procent), öppen mark (15 procent) och jordbruk (34 procent). Avrinningsområdet har 0,46 kvadratkilometer vattenytor vilket ger det en sjöprocent på 13,6 procent.